# إميلي سامس
إميلي ماي سامس (من مواليد 1 يوليو 1999) لاعبة كرة قدم أمريكية محترفة تلعب في مركز الدفاع مع فريق أورلاندو برايد في الدوري الوطني لكرة القدم للسيدات ومنتخب الولايات المتحدة لكرة القدم للسيدات. تلعب بشكل أساسي كقلب دفاع، ويمكنها اللعب في مركز الظهير الأيمن.
لعبت كرة القدم الجامعية لفريق فلوريدا ستيت سيمينولز، حيث فازت بالبطولة الوطنية لعام 2021. لعبت نصف موسم في السويد قبل أن يتم اختيارها ثالثة بشكل عام من قبل برايد في مسودة الدوري الوطني لكرة القدم للسيدات لعام 2023. في عام 2024، ساعدت في قيادة برايد إلى درع الدوري الوطني لكرة القدم للسيدات وحصلت على لقب مدافعة العام في الدوري الوطني لكرة القدم للسيدات. تدربت سامز مع المنتخب الوطني للشباب من فئة تحت 19 عامًا إلى فئة تحت 23 عامًا. تم ضمها إلى الفريق الذي فاز بالميدالية الذهبية في الألعاب الأولمبية الصيفية 2024 في باريس قبل أن تظهر لأول مرة مع الفريق الأول في وقت لاحق من ذلك العام.

## نشأتها
وُلدت إميلي سامس في بويسي، أيداهو، عام 1999. انتقلت عائلتها إلى نافار، فلوريدا، في صيف عام 2014. التحقت بمدرسة نافار الثانوية، حيث سجلت 107 أهدافًا و70 تمريرة حاسمة لفريق كرة القدم، وحصلت على العديد من الجوائز الفردية، بما في ذلك لقب ملكة جمال فلوريدا لكرة القدم لعام 2016، وجائزة أفضل لاعبة مرتين من صحيفة بينساكولا نيوز جورنال. كما لعبت كرة القدم مع نادي غلف كوست تكساس للشباب.

### فلوريدا ستيت سيمينولز
لعبت إميلي سامس ثلاثة مواسم في كرة القدم الجامعية مع فريق سيمينولز بجامعة ولاية فلوريدا بين عامي 2017 و2021؛ وشاركت في 62 مباراة، منها 61 مباراة أساسية، مسجلةً ستة أهداف ومقدمةً سبع تمريرات حاسمة.  في عامها الأول شاركت في جميع مباريات فريق جامعة ولاية فلوريدا 21 في الموسم، بما في ذلك 20 مباراة أساسية. في أول ظهور لها على مستوى الجامعة، قدمت تمريرتين حاسمتين لزميلتها دينا كاستيلانوس في الفوز 3-0 على فريق نورث كارولينا غرينزبورو سبارتانز. سجلت أول هدف لها على مستوى الجامعة في 5 أكتوبر في الفوز 3-0 على فريق بوسطن كوليدج إيجلز. تأخرت عن اللعب في موسم 2018 بسبب إصابة في الرباط الصليبي الأمامي قبل أن تُجبر على الغياب عن الملاعب في عام 2019 بسبب تمزق ثانٍ في الرباط الصليبي الأمامي. عادت في عام 2020 لتبدأ في جميع المباريات 16 خلال موسم جائحة كوفيد-19 المختصر حيث فازت الفريق بكل من لقبي الموسم وبطولة مؤتمر الساحل الأطلسي. فرديًا تم اختيارها ضمن فريق بطولة كأس الكلية، والفريق الثاني لمؤتمر الساحل الأطلسي، والفريق الثاني لمدربي اتحاد كرة القدم الأمريكي الموحد.
في عام 2021، بدأت جميع المباريات 25 ولعبت 2306 دقيقة وهو أعلى رقم في الفريق في عامها الأخير، حيث أثبت قوة خط دفاع بمحافظه الفريق على 14 مباراة بدون أهداف. احتل الفريق المركز الثاني في ترتيب الموسم خلف فريق فيرجينيا كافالييرز لكنه دافع عن لقب بطولة كرة القدم النسائية مؤتمر الساحل الأطلسي لعام 2021 بفوزه 1-0 على فريق كافالييرز قبل أن يفوز بلقب البطولة الوطنية لعام 2021، متغلبًا على فريق جامعة بريغام يونغ كوغيرس بركلات الترجيح في النهائي. حصلت على لقب فريق بطولة كأس الكلية، وفريق مؤتمر الساحل الأطلسي الأول، وفريق مؤتمر الساحل الأطلسي لجميع البطولات، وفريق مدربي كرة القدم المتحدة الأول لجميع اللاعبين الأمريكيين، بالإضافة إلى اختيارها كأفضل لاعبة دفاعية في مؤتمر الساحل الأطلسي لهذا العام. بعد حصولها على القميص الأحمر في عام 2018 وحصولها على عام إضافي من الأهلية بعد موسم كوفيد-19 المتأثر، سُمح لها بلعب موسم آخر لكرة القدم الجامعية، لكنها أعلنت أنها ستتخلى عن ذلك وستتحول إلى الاحتراف في أغسطس 2022.

## مسيرتها الكروية

### راسينغ لويزفيل
وقعت سامس عقدًا مع نادي راسينغ لويزفيل لكرة القدم، وهو فرع شبه احترافي من دوري كرة القدم المتحدة للسيدات، في مايو 2022. وشاركت في تسع مباريات وسجلت أربعة أهداف خلال موسم 2022، وتم اختيارها ضمن الفريق الثاني لأفضل 11 لاعبة.

### بي كي هاكن
بعد اختيارها التخلي عن موسمها الأخير مع جامعة ولاية فلوريدا في أوائل شهر أغسطس 2022، خلال منتصف موسم الدوري الوطني لكرة القدم للسيدات، وقّعت عقدًا احترافيًا مع الرابطة في 31 أغسطس 2022. سمح لها هذا القرار بالاحتفاظ بأهليتها في مسودة الدوري الوطني لكرة القدم للسيدات لعام 2023 واللعب في موسم 2023. بعد توقيعها عقدًا حتى عام 2025، أُعيرت إلى نادي بي كي هاكن إف إف السويدي لكرة القدم للسيدات لما تبقى من موسم 2022. ظهرت لأول مرة مع ناديها الأول في 14 سبتمبر 2022، لعبت كامل المباراة الفوز على نادي سفينسكا كوبين بنتيجة 3-0 في الدور الثالث على جيتكس بي كي من الدرجة الثانية. شاركت في أربع مباريات أخرى، جميعها في الدوري، سجلت هدفًا واحدًا في مباراة انتهت بفوز الفريق بنتيجة 7-1 على نادي أيك. على الرغم من تواجدها في قائمة البدلاء في مباراتي الدور الثاني من التصفيات ضد باريس سان جيرمان، إلا أنها لم تظهر في دوري أبطال أوروبا للسيدات.

### أورلاندو برايد
في 12 يناير 2023، اختيرت سامس في الجولة الأولى من مسودة دوري كرة القدم للسيدات الوطني لعام 2023 من قِبل أورلاندو برايد. سجّلت سامس أول تمريرة حاسمة لها في دوري كرة القدم للسيدات الوطني، لباربرا باندا، في فوزٍ بنتيجة هدف دون مقابل على راسينغ لويزفيل في 05 مايو 2024. سجّلت أول هدف لها في دوري كرة القدم للسيدات الوطني في 19 مايو، مُفتتحةً فوزًا بنتيجة 3-2 على سياتل رين. ساهم أداؤها إلى جانب زميلتها في قلب الدفاع كايلي ستروم في تحقيق أورلاندو رقمًا قياسيًا في دوري كرة القدم للسيدات الوطني في عدد المباريات المتتالية دون هزيمة، وتأمين درع دوري كرة القدم للسيدات الوطني، وهو أول لقب في تاريخ برايد.
اختيرت سامس ضمن فريق الشهر في دوري كرة القدم للسيدات الوطني ثلاث مرات، واختيرت ضمن أفضل 11 لاعبة في دوري كرة القدم للسيدات الوطني، وصُوّتت كأفضل مدافعة في دوري كرة القدم للسيدات الوطني لهذا العام. في 13 فبراير 2025، وقعت على تمديد العقد مع برايد حتى عام 2027.

## مسيرتها الدولية
في مارس 2017، استُدعيت سامز لأول مرة إلى معسكر تدريبي مع منتخب الولايات المتحدة تحت 19 عامًا، وكانت واحدة من لاعبتين جامعيتين فقط في القائمة. في يناير 2018، استُدعيت إلى معسكر تدريبي لمنتخب تحت 20 عامًا استعدادًا لبطولة الكونكاكاف للسيدات تحت 20 عامًا 2018، لكنها لم تُدرج في القائمة النهائية. في فبراير 2022، تم اختيارها ضمن تشكيلة منتخب تحت 23 عامًا لبطولة ثورنز الودية 2022.  عادت إلى منتخب تحت 23 عامًا للمشاركة في بطولة الأمم الثلاث التي استضافتها السويد في يونيو 2022. في يونيو 2024، تلقت سامس أول استدعاء لها مع المنتخب الوطني الأول كلاعبة بديلة قبل مباراة توديع دورة الألعاب الأولمبية الصيفية 2024.
```
في الشهر التالي تم اختيارها كبديلة للفريق الأولمبي بعد خروج 
لين ويليامز
 من القائمة الاحتياطية لتحل محل 
كاتارينا ماكاريو
.
[
27
]

تم اختيارها في تشكيلة يوم المباراة للمباراة النهائية في دور المجموعات ضد أستراليا بدلاً من 
تيرنا ديفيدسون
 المصابة، وتم اختيارها مرة أخرى في تشكيلة 18 لربع النهائي ضد اليابان، لكنها كانت لاعبة على مقاعد البدلاء في كليهما.
[
28
]
 
عادت ديفيدسون لنصف النهائي. فازت الولايات المتحدة بالميدالية الذهبية بفوزها على البرازيل 1-0 في النهائي.
[
29
]
 
على الرغم من عدم لعبها في الألعاب الأولمبية أو ظهورها لأول مرة على المستوى الدولي، استوفت معايير الأهلية للحصول على ميدالية من خلال اختيارها في تشكيلة يوم المباراة.
[
30
]
 ظهرت لأول مرة على المستوى الدولي في 27 أكتوبر 2024، حيث بدأت ولعبت 90 دقيقة كاملة من فوز ودي 3-1 على أيسلندا في 
ناشفيل
.
[
31
]
```

## حياتها الشخصية
لدى إميلي أخت توأم تدعى ليزي، كانت زميلتها في فريق المدرسة الثانوية في نافارا قبل أن تلعب كرة القدم الجامعية في كلية دايتونا ستيت. تزوجت من داكوتا سامز في 19 فبراير 2024.

## الإنجازات
فريق فلوريدا ستيت سيمينولز
- موسم مؤتمر ساحل المحيط الأطلسي: 2020
- بطولة مؤتمر ساحل المحيط الأطلسي: 2020، 2021
- كأس الكلية الجامعية للسيدات في الرابطة الوطنية لرياضة الجامعات: 2021

أورلاندو برايد
- درع الدوري الوطني لكرة القدم للسيدات: 2024.[34]
- بطولة الدوري الوطني لكرة القدم للسيدات: 2024.[35]
- أفضل مدافعة في الدوري الوطني لكرة القدم للسيدات: 2024

منتخب الولايات المتحدة الأمريكية
- الميدالية الذهبية في الألعاب الأولمبية الصيفية: 2024.[36]

جزائز فردية
- فريق مدربي كرة القدم المتحد الأول لجميع نجوم أمريكا: 2021.[37]
- أفضل لاعبة دفاعية في مؤتمر ساحل المحيط الأطلسي: 2021.[38]
- أفضل تشكيلة للفريق الأول في الدوري الوطني لكرة القدم للسيدات: 2024.[39]